# 斎藤由香
斎藤 由香（さいとう ゆか、1962年4月9日 - ）は、日本のエッセイスト。東京都出身。父は作家の北杜夫。

## 経歴
1985年、成城大学文芸学部国文学科を卒業した。中西進のゼミに所属し、卒論のテーマは祖父・斎藤茂吉であった。
大学卒業後、サントリーに入社。広報部で、同社の広報誌『サントリークォータリー』の編集に携わった。2001年10月、健康食品事業部に異動となり、「マカ・キャンペーンガール」と自称した。
『週刊新潮』から作家の娘として依頼があり、2002年5月から同誌コラム連載をエッセイストとして担当して、まとめて2004年4月『窓際OL トホホな朝ウフフの夜』が初刊行され、出版デビューする。
2009年サントリーと電通の合弁会社電通アドギアに異動。その後、サントリーからグループ会社の広告制作会社の株式会社サン・アドに出向し、いろいろな企業の広告活動を担当している。

## 著書

### 単著
- 『窓際OL トホホな朝ウフフの夜』 新潮社、2004年4月、ISBN 4104678015 / 〈新潮文庫〉、2006年、ISBN 4101295719。
  - コミカライズ版 （うえだのぶ漫画） 芳文社〈まんがタイムコミックス〉、2007年、ISBN 9784832265493。
- 『窓際OL 会社はいつもてんやわんや』 新潮社、2005年、ISBN 4104678023 / 〈新潮文庫〉、2007年、ISBN 9784101295725。
- 『猛女とよばれた淑女 : 祖母・齋藤輝子の生き方』 新潮社、2008年、ISBN 9784104678037 / 〈新潮文庫〉、2010年、ISBN 9784101295923。
- 『窓際OL 親と上司は選べない』 新潮社〈新潮文庫〉、2008年、ISBN 9784101295732。
- 『窓際OL 人事考課でガケっぷち』 新潮社〈新潮文庫〉、2010年、ISBN 9784101295749。

### 共著
- 「」内が斎藤由香の著述タイトル
- 阿川佐和子ほか68人共著『ああ、恥ずかし』 新潮社〈新潮文庫〉、2003年、ISBN 4101201218。「パンツドライヤー」（全3ページ）
- 斎藤茂太との共著『モタ先生と窓際OLの人づきあいがラクになる本』  集英社、2006年、ISBN 4083330724 / 文庫【改題 】『モタ先生と窓際OLの心がらくになる本』 新潮社〈新潮文庫〉、2009年、ISBN 9784101295916。
- 北杜夫との共著『パパは楽しい躁うつ病』朝日新聞出版、2009年、ISBN 9784022504999 / 新潮社〈新潮文庫〉、2014年、ISBN 9784101131627。
- 小倉千加子との共著『うつ時代を生き抜くには : 人間通になるために』 フォー・ユー[注釈 1]、2010年、ISBN 9784893761163。
- 経団連出版編『新入社員に贈る言葉 [2015] 』 経団連出版、2015年、ISBN 9784818514065。「「勝ち組」ばかりがエライわけじゃない」
- 『PHP』編集部編『父へ母へ。100万回の「ありがとう」』 PHP研究所、2016年、ISBN 9784569834597。「母よ、あなたは強かった!」（全3ページ）
- 「yom yom」編集部編『作家の放課後』 新潮社〈新潮文庫〉、2012年、ISBN 9784101382715。「マカと坐禅の不思議な関係」（全15ページ）
- 読売新聞生活部編（52人共著）『心が楽になる介護のヒント』 中央公論新社、2013年、ISBN 9784120045189。「リハビリ 親子の時間：父のユーモアが助けに」（全5ページ）

### 短文・対談
- 「」内が斎藤由香の文・対談タイトル
- 山口瞳、開高健『やってみなはれ みとくんなはれ』 新潮社〈新潮文庫〉、2003年、ISBN 4101111340。「その後の「やってみなはれ」」（全15ページ）
- 週刊朝日編『親子論。』 朝日新聞社、2008年、ISBN 9784023302723。「北杜夫と斎藤由香との対談（全8ページ）
- 倉橋由美子 『夢幻の毒想』 河出書房新社〈KAWADE道の手帖〉、2008年、ISBN 9784309740195。「倉橋先生の「カクテルストーリー」」（全4ページ）
- 北杜夫『マンボウ最後の家族旅行』 実業之日本社、2012年、ISBN 9784408536026 / 〈実業之日本社文庫〉、2014年、ISBN 9784408551890。「あとがきに代えて：父が遺したユーモア」